# Miss Lulu Bett

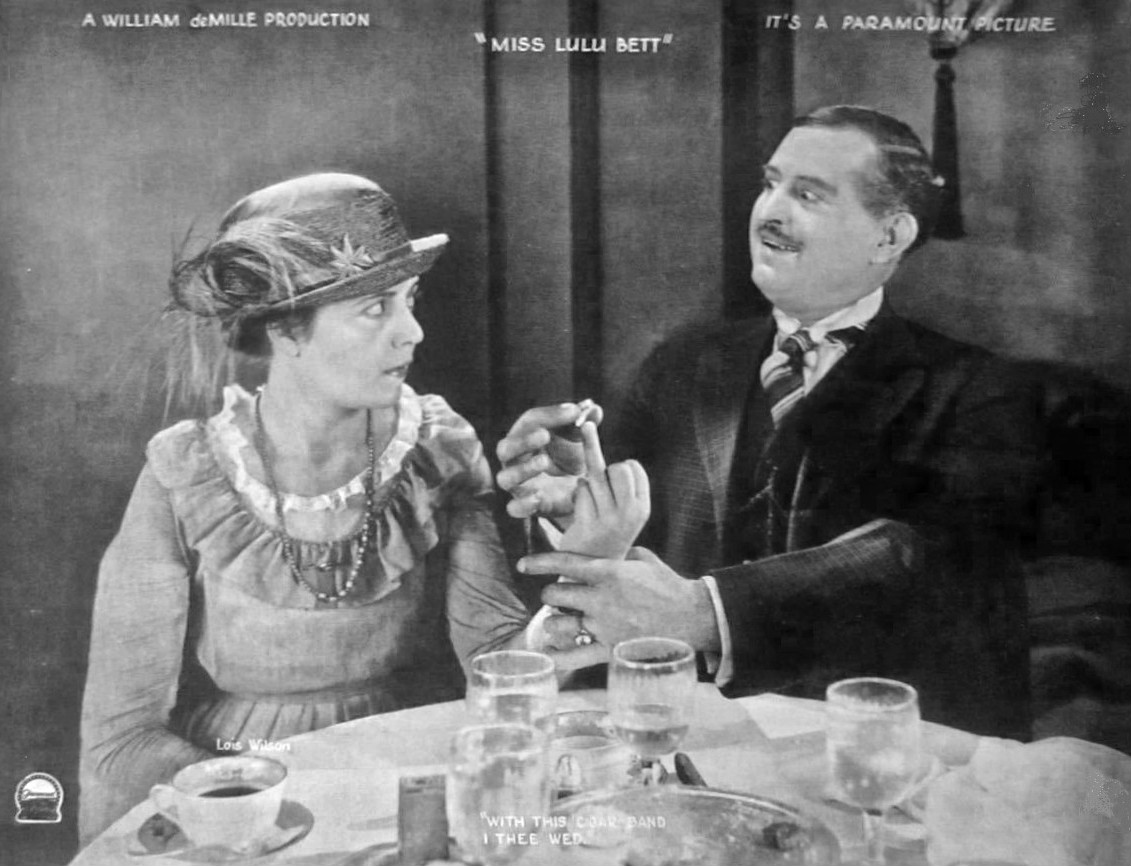
Miss Lulu Bett

Miss Lulu Bett is een film uit 1921 onder regie van William C. de Mille. Het is gebaseerd op een roman uit 1920 van de Amerikaanse schrijver Zona Gale. Lois Wilson speelde de titelrol. Naast haar waren ook Milton Sills, Theodore Roberts, Helen Ferguson en Mabel Van Buren in de film te zien.

## Rolverdeling
| Acteur               | Personage        |
| -------------------- | ---------------- |
| Lois Wilson          | Lulu Bett        |
| Milton Sills         | Neil Cornish     |
| Theodore Roberts     | Dwight Deacon    |
| Helen Ferguson       | Diana Deacon     |
| Mabel Van Buren      | Ina Deacon       |
| Mae Giraci           | Monona Deacon    |
| Clarence Burton      | Ninian Deacon    |
| Ethel Wales          | grootmoeder Bett |
| Taylor Graves        | Bobby Larkin     |
| Charles Stanton Ogle | Stationchef      |
| Peaches Jackson      | Kind             |
| Carrie Clark Ward    | Roddelaar        |